# مهند الصباغ
مهند الصباغ مواليد 23 أبريل 1988، هو لاعب كرة سلة مصري. يلعب مع الاتحاد. يبلغ طوله 6 قدم 1 بوصة (1.9 م).

## روابط خارجية
- مهند الصباغ على موقع الاتحاد الدولي لكرة السلة (الإنجليزية)
- مهند الصباغ على موقع كرة السلة الأوروبية.كوم (الإنجليزية)
- مهند الصباغ على موقع ريلجم (الإنجليزية)
- مهند الصباغ على موقع سبورتس رفرنس (الإنجليزية)